# Pupille

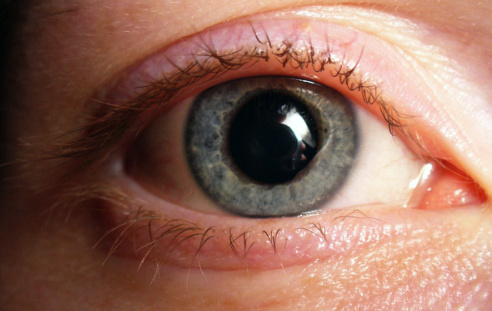
Runde Pupille eines Menschen

Die Pupille (lateinisch pupilla) ist die von der Regenbogenhaut (Iris) umgebene natürliche Öffnung, durch die Licht in das abgedunkelte Innere des Auges fallen kann. Sie wird auch als Sehloch bezeichnet oder dichterisch „Augenstern“ genannt. Durch Verkleinern (Miosis) oder Vergrößern (Mydriasis) der Pupille mit Hilfe des Musculus sphincter pupillae bzw. des Musculus dilatator pupillae kann der Lichteinfall auf die Netzhaut angepasst werden.
Die Bezeichnung Pupille ist abgeleitet von dem „Püppchen“ (lateinisch pupilla), als das man sich selbst im Auge des Gegenübers vor schwarzem Hintergrund spiegelt.

## Pupillenform und -motorik

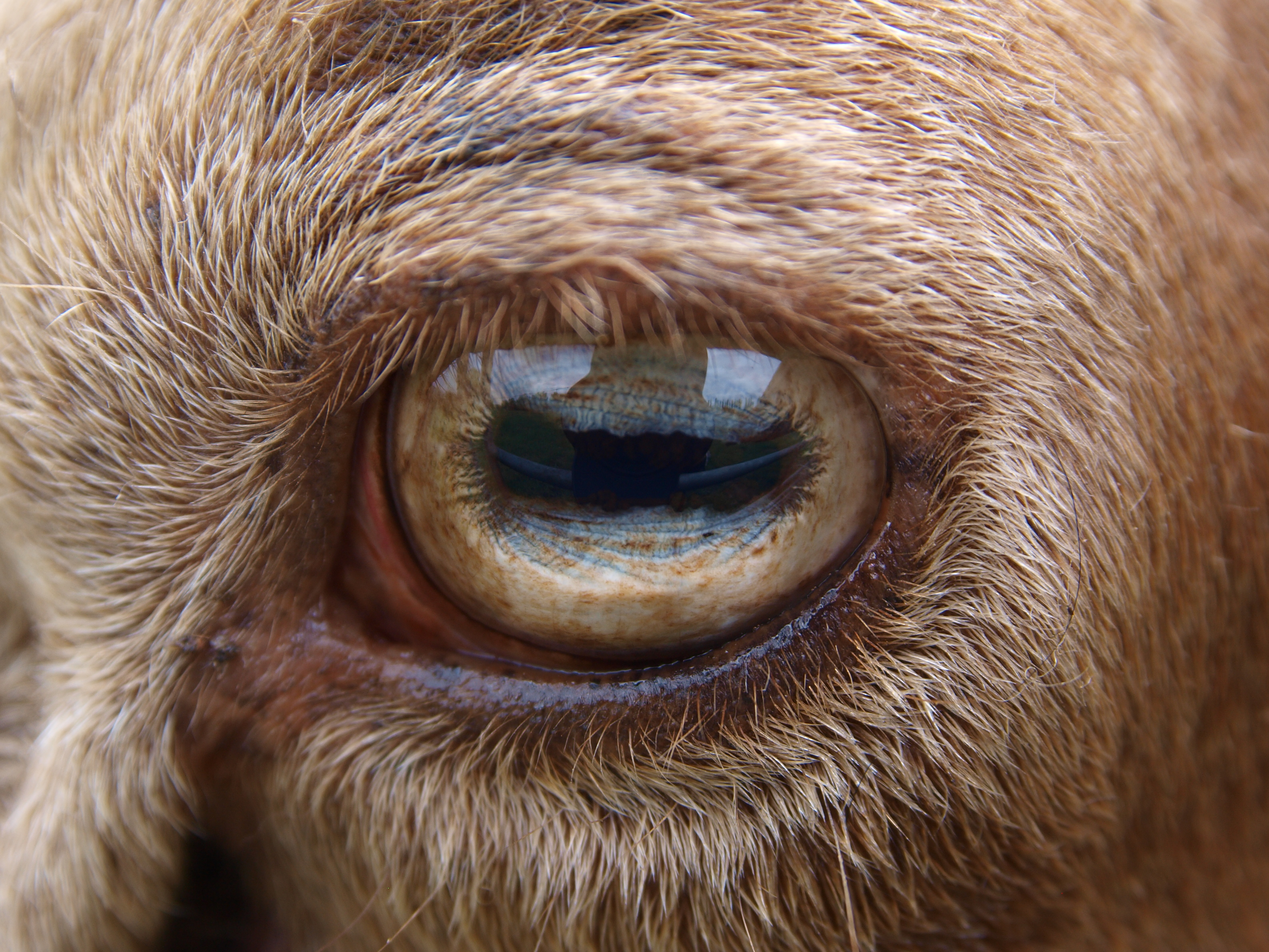
Querovale Pupille eines Coburger Fuchsschafes

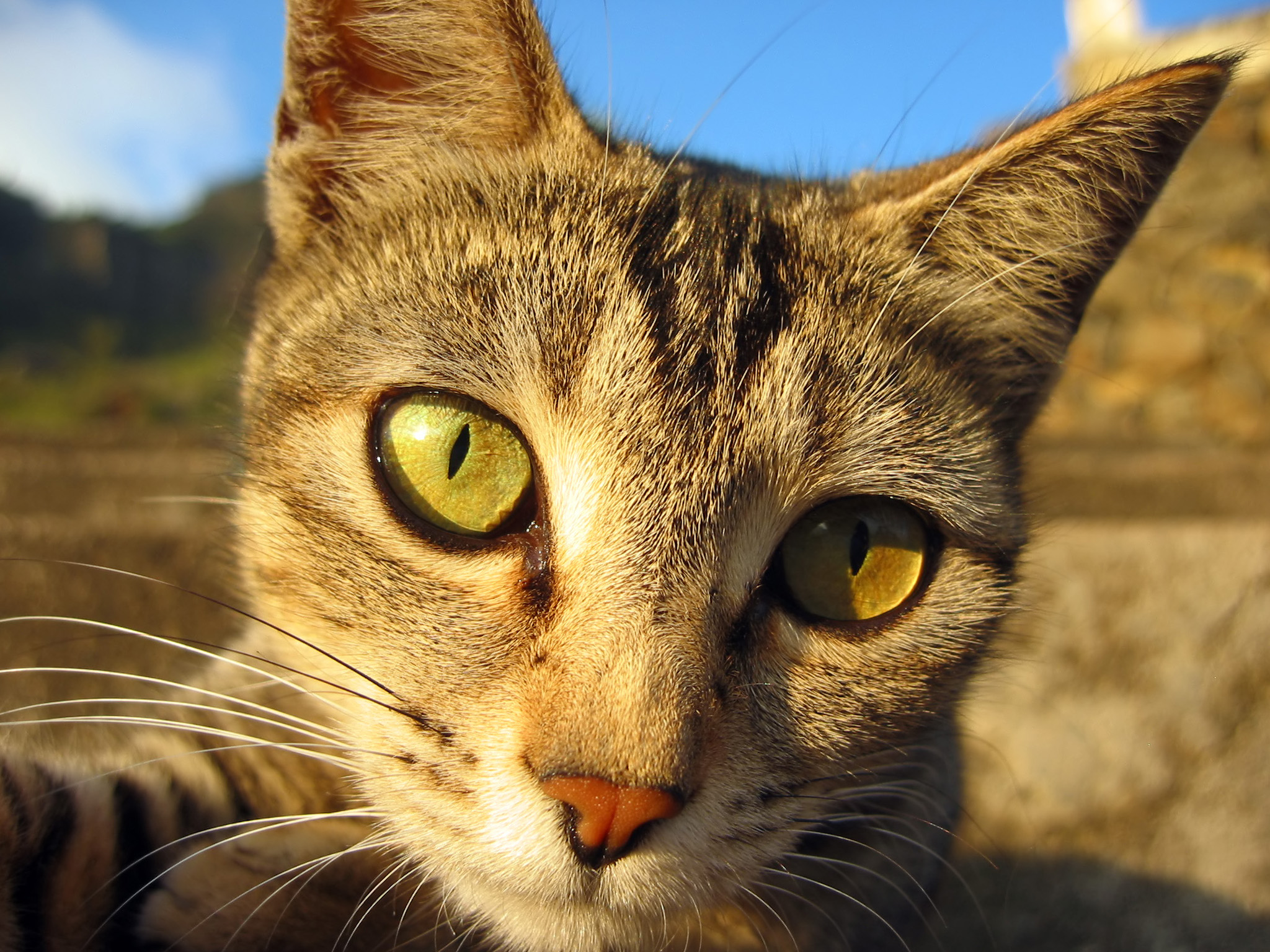
Vertikal-schlitzförmige Pupille bei einer Hauskatze

Die Weite und Form der Pupillen wird je nach Lichteinfall über zwei glatte Muskeln in der Iris eingestellt. Der Pupillenverenger (Musculus sphincter pupillae) verengt die Pupille, der Pupillenerweiterer (Musculus dilatator pupillae) erweitert sie. Dieser Anpassungsvorgang (Adaptation) wird unbewusst geregelt. Eine hohe Intensität des Lichteinfalls wird über den Sehnerv (Nervus opticus) an das Gehirn weitergeleitet und kann hier vom Edinger-Westphal-Kern ausgehend über den parasympathischen Anteil des Nervus oculomotorius eine Pupillenverengung (Miosis) auslösen. Bei niedrigem Lichteinfall wird die Pupille wegen der geringeren parasympathischen Wirkung weiter gestellt (Mydriasis), wobei die maximale Pupillenweite vom sympathisch innervierten Musculus dilatator pupillae abhängt. Eine Erhöhung des Sympathikotonus (wie bei Erschrecken) kann durch Aktivierung des Musculus dilatator pupillae ebenfalls zur Mydriasis führen.
Während eine maximal weitgestellte Pupille immer rund ist, kann sich die Pupillenform bei Engstellung zwischen den einzelnen Arten unterscheiden. Bei einigen Arten (wie dem Menschen oder Hunden) verläuft der Schließmuskel der Pupille zirkulär, sodass auch die verengte Pupille rund ist. Bei einer Reihe anderer Tiere verläuft dieser Muskel hingegen scherengitterartig so, dass mit Verengung querovale Pupillenformen (z. B. bei Pferden, Rindern, Marderartigen) oder senkrecht-schlitzförmige (z. B. bei Wild-/Hauskatzen, Geckos oder manchen Schlangen) auftreten. Der Pupillenrand ist bei Pferden und Wiederkäuern durch die Traubenkörner unregelmäßig.
Die Pupillenformen verschiedener Tierarten haben sich im Laufe der Evolution so entwickelt, dass sie die spezifischen optischen Eigenschaften des jeweiligen Linsentyps optimal ergänzen. So kommen schlitzförmige Pupillen nur bei Tieren mit multifokalen Linsen vor. Diese fokussieren Licht unterschiedlicher Wellenlängen durch unterschiedliche konzentrische (ringförmige) Zonen der Linse. Auf diese Weise entsteht ein schärferes Bild, als es bei Augen möglich ist, deren Linsen einfallendes Licht auf einen einzigen Punkt im Zentrum fokussieren. Bei einer multifokalen Linse würde eine runde Pupille außenliegende kreisförmige Regionen der Linse ganz abdecken, die aber für das Bündeln bestimmter Wellenlängen des Lichts gebraucht werden. Mit schlitzförmigen Pupillen dagegen fällt Licht immer auch durch einen Abschnitt der konzentrischen Ringe der Linse, sodass eine optimale Bündelung der unterschiedlichen Wellenlängen gewährleistet ist. Ein weiterer Effekt der schlitzförmigen Pupille ist, dass die Tiefenschärfe in horizontaler Richtung gering ist, in vertikaler Richtung dagegen groß. Dies scheint in Verbindung mit stereoskopischem Sehen vorteilhaft für die Entfernungsabschätzung zu sein.
Ein gänzlich anderes System zur Regelung des Lichteinfalls besitzen die südamerikanischen Harnischwelse, deren sogenannte Omega-Iris nicht von außen kontrahiert, sondern sich als eine Art Irispendel im Zentrum der Pupille vergrößert oder verkleinert.

## Physiologische Grundlagen
Die Anpassung der Pupillenweite an die herrschenden Lichtverhältnisse wird durch einen Regelkreis gewährleistet, in den vornehmlich Regionen im Mittelhirn und im angrenzenden Zwischenhirn als Regler (Regelglied) eingebunden sind. Die von den Photorezeptoren in der Retina als Sensor (Fühlglied) ausgehenden neuronalen Verknüpfungen dorthin stellen den afferenten Anteil eines Reflexbogens dar, die von dort ausgehenden hin zur glatten Muskulatur der Iris als Effektor (Stellglied) dessen efferenten Anteil.
Die Afferenzen verlaufen von der Netzhaut über den Nervus opticus und den Tractus opticus zu Kerngebieten in der Area pretectalis. Zwischen diesen finden Verschaltungen statt, insbesondere vom Nucleus pretectalis olivaris über die Commissura epithalamica auch solche zu Kernen der Gegenseite, weshalb bei einseitigem Lichteinfall auf die Netzhaut nur eines Auges auch die kontralaterale Pupille in gleichem Maße konsensuell verengt wird. Von hier aus bestehen jederseits Verbindungen zum Nucleus accessorius nervi oculomotorii (Edinger-Westphal-Kern), dem akzessorischen autonomen Subnukleus des Nervus oculomotorius, welcher bereits zum efferenten Anteil gehört.
Die parasympathische Efferenz verläuft, ausgehend vom Edinger-Westphal-Kern, über den Nervus oculomotorius zum Ganglion ciliare in der Orbita. Postganglionäre Nervenfasern ziehen zum Musculus sphincter pupillae. Die Miosis der Naheinstellungsreaktion erfolgt wohl über die gleichen Nervenfasern wie die der Lichtreaktion.
Die sympathische Efferenz, die den Musculus dilatator pupillae versorgt, ist nicht in den Lichtregelkreis eingebunden.

## Psychische Beeinflussung
Unabhängig voneinander entdeckten in den 1970er-Jahren israelische Forscher und der US-amerikanische Psychologe Eckhard Hess, dass die Größe der Pupille auch durch psychische Prozesse beeinflusst wird. Der Grund dafür ist, dass der die Pupille erweiternde Musculus dilatator pupillae über den Sympathikus indirekt auch mit dem limbischen System im Gehirn verbunden ist. Das limbische System wirkt auch bei der Gefühlsentstehung, bei Lernprozessen und bei der Speicherung von Gelerntem im Langzeitgedächtnis mit. Bei besonderer Aktivität des limbischen Systems wird die Pupille erweitert.

## Pupillendiagnostik
Die Inspektion der Pupillen und spätestens seit Caspar Stromayr auch die Prüfung der Pupillenreaktion gehört zu einer gründlichen körperlichen Untersuchung (Pupillenlichtreflex). Es ist sinnvoll, zuerst die Efferenz und dann erst die Afferenz zu prüfen, da Kenntnisse über die efferenten Funktionen eine Voraussetzung für eine Bewertung der Afferenz darstellen. Zur Prüfung der Afferenz bietet sich der sogenannte Pupillenvergleichstest (Swinging-Flashlight-Test) an.
Beurteilt wird bei entsprechender Fragestellung der Durchmesser (weit, normal und eng), die Reaktion auf Licht (Geschwindigkeit, Ausprägung und Gleichmäßigkeit) und ob beide Pupillen gleich groß sind (isokor). Je nach Art der Störungen ergeben sich Hinweise auf den Ort einer Schädigung. Ergänzend zu der Efferenzprüfung der Licht- und Naheinstellungsreaktion empfiehlt sich auch die Untersuchung der Akkommodationsbreite.
Bestimmte Pharmaka beeinflussen ebenfalls die Pupillengröße und -reaktion. Eine Mydriasis, also geweitete Pupillen, findet man z. B. bei der Behandlung mit manchen Augentropfen (Atropin, Mydriaticum) oder bei Vergiftungen mit Hyoscyamin, wie es nach Aufnahme mancher Pflanzen wie Stechapfel oder Tollkirsche auftreten kann. Bei Vergiftungen oder der Therapie mit Opioiden tritt eine Verengung der Pupillen auf (Miosis).
Zu tiefergreifenden differentialdiagnostischen Abklärungen werden deshalb manche Pharmaka auch für sogenannte pharmakodynamische Untersuchungen eingesetzt, bspw. Pilocarpin.

### Pupillengröße
Der Durchmesser der Pupillen bestimmt die Öffnungsfläche für einfallendes Licht und kann Veränderungen der Umgebungshelligkeit prompt angepasst werden, ähnlich wie die Blende in einer Fotokamera. Rasche Zunahmen der Leuchtdichte der betrachteten Umgebung werden normalerweise mit einer Verengung der Pupillen beantwortet (Miosis), Abnahmen umgekehrt mit einer Erweiterung (Mydriasis), sodass die auf die Netzhaut einstrahlende Lichtmenge weniger stark schwankt. Eine enggestellte Pupille verringert nicht nur die Lichteinstrahlung, sondern vermindert daneben störende Randstrahlen, was eine schärfere Abbildung ermöglicht. Im physiologischen Pupillenspiel bewegt sich der Durchmesser bei jungen Menschen etwa zwischen 1,5 mm (Tagsehen) und 8 mm (Nachtsehen) was einer Kreisfläche von 1,8 mm² bzw. 50 mm² entspricht. Mit dem Alter reduziert sich die maximale Öffnungsweite auf 4 bis 5 mm.
Die aktuelle Pupillengröße ist das Resultat des Kräftespiels zweier gegensinnig wirkender Züge glatter Irismuskulatur. Da der Pupillenverenger dem Parasympathikus zugeordnet ist, der Pupillenerweiterer hingegen dem Sympathikus, spielt immer auch das relative Gewicht dieser vegetativen Innervationen eine Rolle. Bei einem gesunden Menschen sind beide Pupillen normalerweise gleich groß, doch können Seitendifferenzen von bis zu einem Millimeter auftreten ohne pathologischen Hintergrund. Den Zustand zweier unterschiedlich weiter Pupillen nennt man Anisokorie, einen beidseits gleichen Durchmesser Isokorie.
Angestoßen wird die Anpassung der Pupillengröße an die Lichtumgebung durch die gemeinsame Aktivität der fünf Photorezeptorentypen im menschlichen Auge: den Stäbchen, den drei Typen von Zapfen sowie den Photosensitiven retinalen Ganglienzellen. Je nachdem wie das Licht beschaffen ist (Wellenlänge, Dauer, Intensität), haben diese Photorezeptoren unterschiedlich starken Einfluss auf die Kontrolle der Pupillengröße.
Die Messung des Pupillendurchmessers wird Pupillometrie genannt; pupillometrische Verfahren können sich beispielsweise einer Infrarot-Kamera bedienen, um die Pupille digital zu fotografieren. Die Bestimmung der Pupillenweite kann dann computergestützt erfolgen.

### Lichtreaktion
Bei einseitiger Lichteinstrahlung, z. B. mittels einer geeigneten Lampe (Pupillenleuchte), verengt sich sowohl die Pupille des angestrahlten Auges (direkte Reaktion), als auch die des Gegenauges (konsensuelle oder indirekte Lichtreaktion). Eine Lichtreaktionsprüfung war bereits in der mittelalterlichen arabischen Medizin bekannt.

### Konvergenzmiosis (Konvergenzreaktion)
Beim Fixieren eines Objekts in der Nähe erfolgt eine reflektorische Pupillenverengung, und es wird so durch Reduzierung störender Randstrahlen die Schärfentiefe erhöht. Dies geschieht innerhalb des oben beschriebenen Regelkreises, der zusammen mit Konvergenz und Akkommodation verschaltet ist, und Naheinstellungstrias genannt wird.

### Lidschlussreaktion
Die Lidschlussreaktion (auch: Westphal-Piltz-Phänomen) zeigt sich in der gleichzeitigen Verengung beider Pupillen bei dem Versuch, die Augenlider, ggf. gegen einen Widerstand, zu schließen. Eine genaue Inspektion dieses Phänomens ist in der Praxis nicht ganz unproblematisch, da in dieser Situation gleichzeitig das sogenannte Bellsche Phänomen, eine reflektorische Augenbewegung nach außen und oben, ausgelöst wird.

### Fehlerquellen bei der Beurteilung
Gerade in der Notfallmedizin mit noch nicht vorliegender Anamnese können Krankheiten, Medikamenteneinnahmen oder Verletzungsfolgen den Untersucher auf eine falsche Fährte locken. Es ist verständlich, dass ein Glasauge keine Lichtreaktionen zeigt. Die Behandlung mit Medikamenten, z. B. Pilocarpin zur Senkung des Augeninnendrucks bei einem Glaukom, verursachen eine Miosis, die in diesem Fall gewollt und notwendig ist.

### Pupillenfarbe
Die Pupille als das Sehloch hat selbst keine Farbe. Sie erscheint beim Menschen normalerweise schwarz, da in das Auge einfallendes Licht von der inneren Augenhaut – der lichtempfindlichen Netzhaut mit dem abdunkelnden Pigmentepithel – absorbiert und nicht zum Betrachter reflektiert wird. Vermeintliche Färbungen der Pupille können bei starker Belichtung durch Reflexion an dahinter liegenden Strukturen hervorgerufen werden, so im gesunden Auge reflektiert vom Augenhintergrund als der „Rote-Augen-Effekt“ auf Fotografien, oder bei krankheitsbedingten Veränderungen auftreten, beispielsweise als weiß scheinende Pupille (Leukokorie). Bei verschiedenen (nachtaktiven) Tieren kann die Pupille durch Reflexion an dem Tapetum lucidum gelblich-grün erscheinen.

## Störungen der Pupillenmotorik

### Efferente Pupillenstörung
Das klassische Leitsymptom einer efferenten Störung ist die Anisokorie. Hierbei muss zunächst geklärt werden, welche Pupille die erkrankte ist, die engere oder die weitere. In der Regel ändert sich die pathologische Pupille bei Helligkeitswechsel weniger als die gesunde, das heißt, die Lichtreaktion weist eine kleinere Amplitude auf. Wenn bei einer Anisokorie beide Pupillen gleich rasch und ausgiebig auf Licht reagieren, kann ggf. eine sogenannte zentrale Anisokorie (siehe unten) vorliegen, oder aber eine Schwächung des Musculus dilatator pupillae, also ein Horner-Syndrom. Wenn beide Pupillen eine schlechte Lichtreaktion zeigen, liegt vermutlich eine doppelseitige Efferenzstörung vor oder, bei intakter Naheinstellungsreaktion, eine reflektorische Pupillenstarre (Argyll-Robertson-Zeichen).

#### Störungen der parasympathischen Efferenz
Diese Störungen bedeuten immer eine Lähmung des Musculus sphincter pupillae. Deren häufigste Ursache stellt die Kompression des Nervus oculomotorius in seinem intracraniellen Verlauf dar, ausgelöst bspw. durch ein Aneurysma, ein Hämatom, einen Tumor oder ein massives Hirnödem. Die Pupille ist dann weit und reagiert weder bei Lichteinfall noch bei Naheinstellung (absolute Pupillenstarre). Die Akkommodation ist ebenfalls gelähmt. In der Regel weisen die Fälle auch eine gleichzeitige Lähmung der durch den N. oculomotorius innervierten äußeren Augenmuskeln auf (siehe auch Clivuskanten-Syndrom).
Eine Lähmung des M. sphincter pupillae und der Akkommodation ohne Beteiligung äußerer Augenmuskeln (Ophthalmoplegia interna) spricht für eine Ganglionitis ciliaris. Für diese häufige Erkrankung gibt es verschiedene, in aller Regel harmlose, Ursachen. Nach der Regeneration verirren sich Nervenfasern, welche eigentlich für den Ziliarkörper bestimmt sind, in den M. sphincter pupillae und ergeben so das Bild der Pupillotonie, eine der häufigsten parasympathischen Innervationsstörungen. Symptomatisch hierbei ist die auch bei starker Beleuchtung weitere Pupille, die jedoch in abgedunkelten Räumen enger wird als die gesunde. Auch besteht bei Änderung der Lichtverhältnisse eine geringere Pupillenexkursion. Bei Naheinstellung erfolgt in den meisten Fällen eine Verengung der Pupillen, jedoch erfolgt die Wiedererweiterung bei Blick in die Ferne tonisch verlangsamt.
Fast immer beginnt eine Pupillotonie einseitig, bei ca. 20 % der Fälle wird später die andere Seite befallen. Bei etwa 70 % ist auch die Akkommodation beeinträchtigt, und in etwa 50 % finden sich Reflexstörungen an den Beinen (Adie-Syndrom).

##### Differentialdiagnose
Die häufige Pupillotonie sollte nicht mit der wesentlich seltener vorkommenden reflektorischen Pupillenstarre (Argyll-Robertson-Syndrom) verwechselt werden. In beiden Fällen ist zwar die Lichtreaktion stark herabgesetzt oder gar aufgehoben, im Gegensatz zur Pupillotonie sind jedoch meist beide Seiten betroffen und die Naheinstellungsreaktion ist sehr prompt. Zudem ist beim Argyll-Robertson-Syndrom die Pupille meist sehr eng und entrundet.
Ausschlaggebend für eine reflektorische Pupillenstarre ist vermutlich eine Mittelhirnläsion, die sowohl Anteile des Lichtregelkreises, als auch supranukleäre, auf den Edinger-Westphal-Kern einwirkende Hemmfasern betrifft. Häufigste Ursache für eine reflektorische Pupillenstarre ist eine Lues.

#### Störungen der sympathischen Efferenz
Störungen der sympathischen Efferenz zeigen sich in einer Lähmung des Musculus dilatator pupillae. Der Sympathikus ist in den Lichtregelkreis nicht eingegliedert. Daher erlischt die Lichtreaktion auch völlig, wenn allein die parasympathische Innervation ausgeschaltet wird, bspw. durch Gabe von Atropin. Ausdruck der sympathischen Innervationsstörung ist das Horner-Syndrom. Symptome sind die etwas herabgesetzte Amplitude der Lichtreaktion mit Miosis, Ptosis und geringem Höherstand des Unterlides.

### Zentrale Anisokorie
Eine häufige und in der Regel harmlose Störung ist die sogenannte zentrale Anisokorie. Der Größenunterschied der Pupillendurchmesser wechselt oft von Stunde zu Stunde, kann sich auch umkehren und beträgt nicht mehr als 1 mm. Die Lichtreaktion der kleineren Pupille zeigt auch hier eine geringere Amplitude. Die Ursachen hierfür sind ungeklärt. Man nimmt eine anomale supranukleäre Hemmung des Edinger-Westphal-Kerns als Mechanismus an. Eine Verbindung zu neurologischen Erkrankungen besteht offenbar nicht.

### Afferente Pupillenstörung
Im Gegensatz zu Efferenzstörungen findet man bei solchen von Afferenzen keine Anisokorie. Bei völliger Unterbrechung des linken Sehnerven kann selbst intensive Beleuchtung der linken Netzhaut keinerlei Pupillenkonstriktion auslösen (amaurotische Pupillenstarre), während sich die Pupillen bei Lichteinfall auf der rechten Netzhaut normal verengen. Geringgradige Sehnervenläsionen lassen sich mit dieser Methode jedoch nicht nachweisen, da starke Lichtreize trotz gestörter Afferenz noch zu einer maximalen Miosis führen können.
Zur Untersuchung empfiehlt sich hier der Pupillenvergleichstest (Swinging-Flashlight-Test), ein geeignetes Verfahren, mit dem auch einseitige Affektionen des Sehnervs und gegebenenfalls der Sehnervenkreuzung Chiasma opticum erfasst werden können. Auf der betroffenen Seite verengt sich die Pupille langsamer und erweitert sich schneller (Marcus-Gunn-Pupillenzeichen, auch: RAPD = Relativer afferenter Pupillendefekt). Auch okuläre Schädigungen, bspw. durch Glaukom oder Netzhautablösung, können gegebenenfalls erkannt werden. Dies gelingt ebenfalls bei deutlich unterschiedlichen Beeinträchtigungen der Gesichtsfelder.

### Lokale Pupillenstörung
Den größten Teil von Störungen der Pupillenbeweglichkeit und -form machen lokale Läsionen der Regenbogenhaut (Iris) bzw. der mittleren Augenhaut (Uvea) aus. Diese können u. a. folgende Ursachen haben:
- angeborene Fehlbildungen (zum Beispiel Membrana pupillaris persistens, Iriskolobom, Aniridie)
- Entzündungen (zum Beispiel die vielen Formen der Iridocyclitis unterschiedlichster Genese)
- traumatische Verletzungen (zum Beispiel Prellungen)
- alters- oder stoffwechselbedingte degenerative Veränderungen (zum Beispiel Irisatrophie)
- Tumoren (zum Beispiel Iriszysten oder Melanome)

Die Symptomatik ist je nach Ursache sehr unterschiedlich und äußert sich bspw. in teils massiven Deformierungen (z. B. Kleeblattpupille), Rupturen und Perforationen, Einspriessungen (ziliare Injektionen) oder Verwachsungen (Synechien). Auch ein Glaukomanfall kann eine mydriatische Pupillenstarre verursachen.

### Hippus
Mit Hippus bezeichnet man eine teils physiologische, teils pathologische rhythmische Unruhe der Pupillen. Die Ursachen hierfür sind noch unbekannt.